# Aetomylaeus nichofii
Aetomylaeus nichofii es una especie de pez de la familia Myliobatidae. Se encuentra en Australia, Bangladés, Brunéi, Camboya, China, India, Indonesia, Japón, Corea del Norte, Corea del Sur, Malasia, Myanmar, Pakistán, Papúa Nueva Guinea, Filipinas, Singapur, Sri Lanka, Taiwán, Tailandia, Vietnam, posiblemente Maldivas y posiblemente Mozambique. Sus hábitats naturales son mares abiertos, mares poco profundos y arrecifes de coral, donde está amenazado por la pérdida de hábitat.